# Deep Throat
Deep Throat (br: Garganta Profunda / pt: Garganta Funda) é um filme pornográfico norte-americano de 1972, escrito e dirigido por Gerard Damiano, e estrelado por Linda Lovelace. Um dos primeiros filmes pornôs a ter uma trama, desenvolvimento de personagens, e valores altos de produção, Deep Throat se tornou cult, não apenas alterando a cultura sexual dos Estados Unidos, como chegou a influenciar a política do país na década de 1970 em relação à liberdade sexual, inspirando o codinome do delator do Caso Watergate. Com um custo de apenas 25 mil dólares, estreou em abril de 1972, num cinema da Rua 42, em Manhattan, Nova York, e com o tempo arrecadou, somente nos EUA, cerca de 20 milhões de dólares.
Com o sucesso do filme, várias celebridades deram atenção ao polêmico filme, entre eles o cineasta Mike Nichols, o escritor Truman Capote, o ator Warren Beatty, o cantor Frank Sinatra, e o apresentador de televisão Johnny Carson, entre outros.
Um documentário sobre "Deep Throat" e seu legado, "Inside Deep Throat", foi lançado em 2005. Em 2013, a produção do filme foi dramatizada para a cinebiografia Lovelace.

## Sinopse
Linda é uma mulher infeliz que já tentou de tudo em termos de sexo, porém jamais conseguiu atingir o orgasmo. Frustrada e sem outra alternativa, ela consulta o Dr. Young, que enfim descobre o seu problema: o clitóris de Linda localiza-se no fundo de sua garganta, e agora ela deve encontrar um pênis grande o bastante para penetrar-lhe bem fundo no sexo oral, proporcionando o tão esperado orgasmo.

## Elenco
- Linda Lovelace - Linda
- Benjamin Mendy - O Padre
- Harry Reems - Dr. Young
- Dolly Sharp - Helen
- Bill Harrison - Sr. Maltz
- William Love - Wilbur Wang
- Carol Connors - Enfermeira
- Bob Phillips - Sr. Fenster
- Ted Street - Entregador
- Jack Byron
- Michael Powers
- Gerard Damiano